# Љупковска котлина
Љупковска котлина (рум. Valea Ljupova) је прво проширење композитне долине Ђердапа. Повезује Голубовачку клисуру на западу са клисуром Госпођин вир на истоку. Овде се корито шири на око 1500 метара, а дубина Дунава се смањује за 10-15 метара. Котлина је добила име по румунском селу на левој обали реке који се зове Љупкова. Са јужне стране издиже се планина Шомрда.